# كأس حذفي 1975–76
كأس حذفي 1975–76 هو موسم من كأس حذفي. فاز فيه نادي ملوان.